# Kenny Rocha Santos
Kenny Rocha Santos (São Vicente-sziget, 2000. január 3. –) zöld-foki válogatott labdarúgó, a KV Oostende játékosa.

## Pályafutása

### Klubcsapatokban
Gyermekkorában költözött szüleivel Franciaországba, ahol megkapta az állampolgárságot is. A Saint-Étienne akadémiáján nevelkedett és 2016. november 25-én aláírta a klubbal az első profi szerződését. 2017. február 1-jén bemutatkozott a felnőttek között az Auxerre elleni kupa-mérkőzésen. Február 26-án a bajnokságban az SM Caen ellen mutatkozott be. Klubja szerette volna meghosszabbítani a szerződését, de ő több játéklehetőséget szerzett volna.
2019 júliusában a Nancy csapatába igazolt. Augusztus 2-án a Valenciennes ellen mutatkozott be a Ligue 2-ben. Hamar csapata meghatározó játékosa lett. 2021. május 31-én négy évre a belga KV Oostende csapatához igazolt. Július 24-én debütált a bajnokságban a Charleroi ellen 3–0-ra elvesztett találkozón. A következő fordulóban a KRC Genk ellen 4–3-ra megnyert mérkőzésen két gólpasszt jegyzett.

### A válogatottban
2017. november 14-én mutatkozott be a felnőtt válogatottban Burkina Faso ellen 4–0-ra elvesztett 2018-as labdarúgó-világbajnokság-selejtező mérkőzésen a 74. percben Babanco cseréjeként. Bekerült a 2021-es afrikai nemzetek kupája keretébe.